# Classe River (cacciatorpediniere 1913)
La classe River (ridesignata nel 1913 classe E) fu una classe di cacciatorpediniere della Royal Navy, costruiti all'inizio del XX secolo e ampiamente usati durante la prima guerra mondiale. La classe introdusse nuove idee nel progetto dei cacciatorpediniere, spingendo fortemente sulle capacità di tenuta del mare e autonomia di missione e meno sulla velocità massima. Tutte le unità della classe furono chiamate come fiumi britannici o irlandesi, rendendola prima classe di cacciatorpediniere della Royal Navy a ricevere i nomi secondo uno schema specifico.

## Genesi
Lo sviluppo della classe River iniziò nel dicembre 1900, da una richiesta di John de Robeck, allora ufficiale comandante di cacciatorpediniere più anziano della Mediterranean Fleet, per una nuova classe di cacciatorpediniere con un'autonomia più elevata degli esistenti "30-knotter" e "27-knotter" (poi classe D e A). Le specifiche di Robeck richiedevano un'autonomia di 1650 miglia nautiche ad una velocità di 18 nodi; i "30-knotter" potevano fare solo 1400 miglia nautiche alla velocità di crociera di 13 nodi.
Robeck richiese anche varie modifiche al disegno dei cacciatorpediniere per migliorarne la tenuta di mare, soprattutto per il mantenimento della velocità in condizioni di mare avverse. Il cambio più notabile fu l'introduzione di un castello di prua rialzato al posto del ponte a dorso di tartaruga e dello spostamento della plancia più a poppa per tenerla asciutta dagli spruzzi provenienti dalle onde rotte dalla prua. Inoltre, Robeck sentiva che i cacciatorpediniere avrebbero dovuto svolgere le prove in mare con carichi più realistici di combustibile e munizioni. I "30-knotter" avevano una velocità nominale di 30 nodi, ma anche in bel tempo non riuscirono mai a raggiungerla in servizio.
Altri ufficiali di cacciatorpediniere della Royal Navy fecero osservazioni simili sulle loro navi. L'ufficiale superiore di Robeck, l'ammiraglio Jackie Fisher, le comparò alle torpediniere tedesche classe S90, che avevano impressionato gli ufficiali britannici che le avevano viste.
Nel luglio 1901 il Director of Naval Construction, il direttore delle costruzioni della marina, lavorò sulle bozze di progetti per il cacciatorpediniere del futuro, che includevano molte delle soluzioni consigliate da Robeck e dai suoi colleghi, oltre ad un tipo più pesante e affidabile di motore. La velocità di progetto iniziale doveva essere di 27 nodi, ma poi ulteriori richieste di robustezza la fecero scendere a 25,5 nodi. Questa velocità poteva sembrare come un passo indietro, ma sarebbe stata misurata con a bordo il carico realisitco di 95 t di carbone e le migliori doti di tenuta di mare facevano sì che le nuove unità sarebbero state più veloci dei "30-knotter" in qualsiasi mare, eccetto per la calma piatta.

## Progetto
Come per altre classi di cacciatorpediniere dell'epoca, l'Ammiragliato invitò i cantieri privati a mandare il proprio progetto, che doveva seguire le specifiche assegnate. L'idea era quella di usare le conoscenze dei cantieri nella costruzione di piccole unità veloci per aiutare a posizionare all'interno del piccolo scafo i potenti motori. Per questo motivo i dettagli dello scafo e degli spazi interni erano differenti tra unità della stessa classe. 
Comunque la classe River era facilmente riconoscibile dalle precedenti per via del castello di prua rialzato. I progetti precedenti avevano tutti una prua a dorso di tartaruga che, pensata per fendere le onde, in realtà tendeva a farli sommergere ancora di più, rendendo la plancia molto umida. Per risolvere questo problema il ponte di comando era anche molto più a poppa che nei modelli precedenti. 
Tutte le navi erano alimentate a carbone e tutte eccetto tre ebbero motori a vapore a triplice espansione. La Eden, Stour e Test ebbero invece turbine a vapore. La Eden ebbe le turbine per vedere la fattibilità dell'utilizzo in progetti futuri, con due eliche su ognuna delle tre linee d'assi, per poter trasmettere la potenza all'elevato numero di giri derivato dalla connessione diretta con le turbine, un disegno comune alla progenitrice Turbinia.
Nel 1906 la guerra russo-giapponese aveva mostrato l'insufficienza dei cannoni da 6 libbre, quindi i 5 cannoni da 6 lb della classe furono rimpiazzati da tre cannoni aggiuntivi da 12 lb, creando un armamento essenzialmente monocalibro.

## Servizio
Con un generale incremento di taglia e una costruzione più solida i River divennero i primi cacciatorpediniere davvero oceanici in servizio nella Royal Navy.
Pur facendo solo 25 nodi (le classi precedenti potevano fare fino a 27 e 30 nodi ma solo nelle condizioni più favorevoli), il miglioramento nella tenuta di mare significò che potevano mantenere questa velocità anche in mare formato e che in queste condizioni rimanevano operativi e in grado di combattere. Non contando la grande varietà progettuale, tutte le navi avevano due fumaioli larghi o due coppie di fumaioli stretti.
Tutte le navi sopravvissute vennero radiate e vendute per essere demolite tra il 1919 e il 1920.

## Unità
In totale furono ordinate 34 unità: 10 unità nel programma 1901-02, 8 nel programma 1902-03 (più una extra comprata quando Palmers la costruì su speculazione), 15 unità nel programma 1903-04 e due navi addizionali (anch'esse costruite su speculazione) furono comprate nel 1909 sotto il programma 1908-09.
- Tipo Hawthorn Leslie, costruite da Hawthorn Leslie a Hebburn, Newcastle upon Tyne. Avevano due fumaioli corti.

| Nome    | Varo              | Destino finale                                                        |
| ------- | ----------------- | --------------------------------------------------------------------- |
| Derwent | 14 febbraio 1903  | colpì una mina ed affondò al largo di Le Havre il 2 maggio 1917       |
| Eden    | 13 marzo 1903     | fu speronata dalla SS France e affondò nella Manica il 18 giugno 1916 |
| Waveney | 15 marzo 1903     | venduta per essere demolita il 10 febbraio 1920                       |
| Boyne   | 12 settembre 1904 | venduta per essere demolita il 30 agosto 1919                         |
| Doon    | 8 novembre 1904   | venduta per essere demolita il 27 giugno 1919                         |
| Kale    | 8 novembre 1904   | colpì una mina ed affondò nel Mare del Nord il 27 marzo 1918          |

- Tipo Palmer, costruite da Palmers Shipbuilding and Iron Company di Jarrow. Avevano quattro fumaioli, divisi in due coppie e molto vicini.

| Nome     | Varo              | Destino finale                                      |
| -------- | ----------------- | --------------------------------------------------- |
| Erne     | 14 gennaio 1903   | Affondata davanti a Rattray Head il 6 febbraio 1915 |
| Ettrick  | 28 febbraio 1903  | venduta per essere demolita il 27 maggio 1919       |
| Exe      | 27 aprile 1903    | venduta per essere demolita il 10 febbraio 1920     |
| Cherwell | 23 luglio 1903    | venduta per essere demolita il 23 giugno 1919       |
| Dee      | 10 settembre 1903 | venduta per essere demolita il 23 luglio 1919       |
| Rother   | 5 gennaio 1904    | venduta per essere demolita il 23 giugno 1919       |
| Swale    | 20 aprile 1905    | venduta per essere demolita il 23 giugno 1919       |
| Ure      | 25 ottobre 1904   | venduta per essere demolita il 27 maggio 1919       |
| Wear     | 21 gennaio 1905   | venduta per essere demolita il 4 novembre 1919      |

- Tipo Yarrow, costruite da Yarrow Shipbuilders a Poplar, Londra. Avevano quattro fumaioli, divisi in due coppie ma abbastanza distanziati.

| Nome    | Varo            | Destino finale                                                       |
| ------- | --------------- | -------------------------------------------------------------------- |
| Ribble  | 19 marzo 1904   | venduta per essere demolita il 29 luglio 1920                        |
| Teviot  | 7 novembre 1903 | venduta per essere demolita il 23 giugno 1919                        |
| Usk     | 25 luglio 1903  | venduta per essere demolita il 29 luglio 1920                        |
| Welland | 14 aprile 1904  | venduta per essere demolita il 30 giugno 1920                        |
| Gala    | 7 gennaio 1905  | affondò dopo una collisione con la HMS Attentive al largo di Harwich |
| Garry   | 21 marzo 1905   | venduta per essere demolita il 22 ottobre 1919                       |

- Tipo Laird, costruite dalla Laird Brothers (dal 1903 Cammell Laird) a Birkenhead. Avevano due fumaioli di media altezza.

| Nome       | Varo              | Destino finale                                                                    |
| ---------- | ----------------- | --------------------------------------------------------------------------------- |
| Foyle      | 25 febbraio 1903  | colpì una mina ed affondò nello stretto di Dover il 15 marzo 1917                 |
| Itchen     | 17 marzo 1903     | fu silurata dall'U-boot U-99 ed affondò nel Mare del Nord il 6 luglio 1917        |
| Arun       | 29 aprile 1903    | venduta per essere demolita il 30 giugno 1920                                     |
| Blackwater | 25 luglio 1903    | affondò dopo una collisione con la SS Hero il 6 aprile 1909 al largo di Dungeness |
| Liffey     | 23 settembre 1904 | venduta per essere demolita il 23 giugno 1919                                     |
| Moy        | 10 novembre 1904  | venduta per essere demolita il 27 maggio 1919                                     |
| Ouse       | 7 gennaio 1905    | venduta per essere demolita il 22 ottobre 1919                                    |
| Stour      | 3 giugno 1905     | venduta per essere demolita il 30 agosto 1919                                     |
| Test       | 6 maggio 1905     | venduta per essere demolita il 30 agosto 1919                                     |

- Tipo Thornycroft, costruite da J I Thornycroft di Chiswick. Avevano due fumaioli alti.

| Nome    | Impostazione     | Varo             | Completamento | Destino finale                                 |
| ------- | ---------------- | ---------------- | ------------- | ---------------------------------------------- |
| Kennet  | 5 dicembre 1902  | 4 dicembre 1903  | gennaio 1905  | venduta per essere demolita l'11 dicembre 1919 |
| Jed     | 27 febbraio 1903 | 16 febbraio 1904 | gennaio 1905  | venduta per essere demolita il 29 luglio 1920  |
| Chelmer | 11 febbraio 1904 | 8 dicembre 1904  | giugno 1905   | venduta per essere demolita il 30 giugno 1920  |
| Colne   | 21 marzo 1904    | 21 maggio 1905   | luglio 1905   | venduta per essere demolita il 4 novembre 1919 |

- Tipo White, costruite da J. Samuel White a Cowes.

| Nome | Varo           | Destino finale                                |
| ---- | -------------- | --------------------------------------------- |
| Ness | 5 gennaio 1905 | venduta per essere demolita il 27 maggio 1919 |
| Nith | 7 marzo 1905   | venduta per essere demolita il 23 giugno 1919 |